# Wysoki Gruń
Wysoki Gruń (słow. Vysoký gruň 660 m) – szczyt Gór Lubowelskich na Słowacji, które w polskiej regionalizacji z 2018 r. zaliczane są do Pogórza Popradzkiego. Znajduje się w zakończeniu grzbietu odchodzącego z Oślego Wierchu (859 m) w północnym kierunku poprzez wzniesienie Kóta 772 i Nad Skalnou (819 m) do doliny Popradu. Wznosi się nad miejscowością Mniszek nad Popradem (naprzeciwko polskiej miejscowości Łomnica-Zdrój). Od wschodniej strony jego stoki opadają do doliny potoku Grešácky potok, od północnej do Popradu, od zachodniej do doliny potoku Hranična. Stoki północne i zachodnie poprzecinane są jarami kilku potoków. Góra jest w większości zalesiona, ale na północnych stokach od doliny Popradu wysoko w górę podchodzą pola należącego do Mniszka nad Popradem przysiółka Kacze.
Przez Wysoki Gruń prowadzi szlak turystyczny. Omija on jednak jego wierzchołek i prowadzi po jego zachodniej stronie przełęczą pomiędzy Wysokim Gruniem a wierzchołkiem Nad Skalnou. Szlak jest odwiedzany dość rzadko, na mapach często błędnie zaznaczony, w terenie słabo oznakowany.

## Szlaki turystyczne
– zielony: Ośli Wierch – Mniszek nad Popradem – 3:30 h, ↓ 3:10 h